# جون ويلد
جون ويلد (بالإنجليزية: John Weld) (24 فبراير 1905، برمنغهام في الولايات المتحدة - 14 يونيو 2003)؛ صحفي وروائي أمريكي.